# 進歩人民連合
進歩人民連合（しんぽじんみんれんごう）は、ジブチの政党。1977年にジブチが独立して以来、一貫して政権を担い続けており、現在のイスマイル・オマル・ゲレ政権でも連立を組みながら与党の座を維持している。

## 党名
- フランス語ではRassemblement populaire pour le Progrèsで、略称はRPP.
- 英語ではPeople's Rally for Progressという。